# Hagenbach (Backnang)
Hagenbach ist eine abgegangene Ortschaft (Wüstung), die auf einer Anhöhe westlich der Altstadt von Backnang im baden-württembergischen Rems-Murr-Kreis liegt. Über die Geschichte der ehemaligen Siedlung ist nicht mehr viel bekannt. Zu Hagenbach soll auch eine Burg gehört haben, von der allerdings keine Reste erhalten sind.

## Lage
Angeblich befand sich die Burg auf einer Anhöhe oberhalb des rechten Ufers der Murr. Nach dem Backnanger Heimatforscher Gustav Hildt befand sich die Burg auf einer Anhöhe westlich der Altstadt, etwa nördlich der Parzellen Aspacher Straße 30 und 32. 

## Name
An die ehemalige Siedlung erinnert nur noch der Flurname Hagenbach. Der Ortsname wird abgeleitet von dem germanischen Wort Hagen und der ebenfalls germanischen Endung -bach. Der Name bedeutet sinngemäß so viel wie eingezäuntes oder auch eingehegtes Gebiet an einem Bach. Allerdings gibt es in diesem Bereich kein größeres Fließgewässer. Denkbar wäre auch eine Ableitung von dem germanischen Vornamen Hagen.

## Beschreibung
Die Beschreibung des Oberamts Backnang von 1871 nennt einen Bergabhang nördlich der Stadt Schlössles-Gärten und Schlössles-Weinberge. Nach einer Sage soll in dem Bereich ein Schloss gestanden sein. Dieses Schloss soll durch eine Brücke mit dem Gasthaus Stern verbunden gewesen sein. Der Stern war das älteste Fachwerkhaus Backnangs. Die Gastwirtschaft hatte die großen Stadtbrände sowohl im Dreißigjährigen Krieg als auch im Pfälzischen Erbfolgekrieg unbeschadet überstanden. 1975 wurde der Stern abgerissen.
Nach Gustav Hildt gehörte zu der Burgsiedlung Hagenbach auch ein befestigter Meierhof, welcher der Versorgung der Burg diente. Zu dem Meierhof gehörte ein Schafhaus (im Bereich Aspacher Straße 13 und 15; im Pfälzischen Erbfolgekrieg 1693 abgebrannt) ein Hühnerhaus (Aspacher Straße 13), eine Burgmühle (die spätere Bürgermühle, Talstraße 1), ein Badehaus und eine Kelter (westlich von Aspacher Straße 30; 1731 zu Wohnhaus umgebaut). Der Meierhof selbst wurde schon 1507 aus abgegangen bezeichnet.

## Geschichte
Es existieren keine Urkunden, die eindeutig von einer Burg Hagenbach sprechen. Im Jahre 1290 wurde ein Hof in einer Vorstadt Backnangs (möglicherweise der Aspacher Vorstadt) von Markgraf Hermann VII. von Baden für 40 Mark Silber an Friedrich von Gomaringen versetzt. Weiterhin wurde vereinbart, dass Friedrich von Gomaringen den Hof als Burglehen innehaben sollte.
Mit dem Übergang Backnangs vom Hause Baden an die Württemberger wurde das Anwesen 1361 von den Grafen Eberhard und Ulrich von Württemberg an Friedrich von Nippenburg vergeben. 1403 wurde der Hof an Hans Nothaft von Hohenberg verpfändet. Allerdings ist nicht ganz klar, ob es sich tatsächlich um den von Hildt erwähnten Meierhof handelt.
1454 wurde der Meierhof vom Stift Backnang erworben. Das Stift veräußerte einzelne Bestandteile wie die Burgmühle (1482), das Schafhaus und die Kelter an die Stadt Backnang weiter. Anfang des 16. Jahrhunderts fiel der Hof wüst.
Im 19. Jahrhundert soll an der Stelle der abgegangenen Burg ein Gartenhäuschen gestanden sein, welches Schlössle genannt wurde. In früheren Zeiten brachten Heimatforscher die Burg Hagenbach mit dem Adelsgeschlecht des Peter von Hagenbach in Verbindung. Allerdings stammte dieses Geschlecht aus Hagenbach im Oberelsass und hatte aufgrund der räumlichen Distanz mit Backnang wahrscheinlich nichts zu tun. Ein gleichnamiges Geschlecht wohnte bei Schwäbisch Hall.
Im 20. Jahrhundert wurde das Gebiet weitgehend modern überbaut und dadurch erheblich verändert. An die ehemalige Siedlung erinnert noch der Straßenname Auf dem Hagenbach und der Sportplatz Hagenbach.

## Sage
- Nach einer alten mündlichen Überlieferung soll in der Gegend der Geist des Junkers Hans von Hagenbach spuken, der in den Christfeiertagen mit seinem Rappen unter Gejohle um den Hagenbachberg reiten soll.[3]